# 永野善子
永野 善子（ながの よしこ、1950年11月17日-　）は、日本の国際関係論学者。神奈川大学教授。

## 来歴
東京都生まれ。1973年津田塾大学学芸学部国際関係学科卒業。1981年一橋大学大学院社会学研究科博士課程満期退学。1988年「フィリピン経済史研究 糖業資本と地主制」（加納善子）で一橋大学社会学博士。
1982年光陵女子短期大学専任講師。1985年助教授、1990年 神奈川大学人間科学部助教授、教授。専攻：国際関係論（アジア社会論）。夫は加納啓良。

## 著書
- 『フィリピン経済史研究 糖業資本と地主制』勁草書房 1986
- 『砂糖アシエンダと貧困 フィリピン・ネグロス島小史』勁草書房 1990
- 『歴史と英雄 フィリピン革命百年とポストコロニアル』御茶の水書房 神奈川大学評論ブックレット 2000
- 『フィリピン銀行史研究 植民地体制と金融』御茶の水書房 2003
- State and Finance in the Philippines, 1898-1941 : the Mismanagement of an American Colony．Ateneo de Manila University Press,[2015]
- 『日本/フィリピン歴史対話の試み グローバル化時代のなかで』御茶の水書房 2016

### 共編著
- 『フィリピンの環境とコミュニティ 砂糖生産と伐採の現場から』葉山アツコ,関良基共著 明石書店 2000
- 『アメリカの影のもとで 日本とフィリピン』藤原帰一共編著 法政大学出版局 2011
- 『植民地近代性の国際比較 アジア・アフリカ・ラテンアメリカの歴史経験』編著 御茶の水書房 神奈川大学人文学研究叢書 2013

### 翻訳
- レナト=コンスタンティーノ『フィリピン民衆の歴史 1 往事再訪 1』池端雪浦共訳 井村文化事業社 フィリピン双書 1978
- レイナルド・C.イレート,ビセンテ・L.ラファエル,フロロ・C.キブイェン『フィリピン歴史研究と植民地言説』編・監訳 めこん 2004
- レイナルド・C.イレート『キリスト受難詩と革命 1840～1910年のフィリピン民衆運動』清水展共監修 川田牧人,宮脇聡史, 高野邦夫訳 法政大学出版局 叢書・ウニベルシタス 2005

## 論文
- ＜永野善子